# Carlos Herrera y Luna

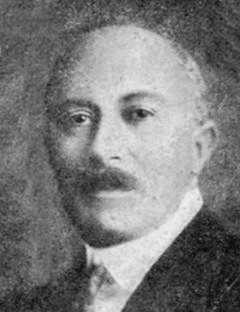
Carlos Herrera y Luna (1920)

Carlos Herrera y Luna (* 1856 in Guatemala-Stadt; † 1930 ebenda) war vom 8. April 1920 bis 10. Dezember 1921 guatemaltekischer Präsident.

## Leben
Seine Eltern waren Delfina Luna und Manuel María Herrera.
Carlos Herrera y Luna war zweimal verheiratet, zuerst mit Elisa Dorión. Aus dieser Ehe stammen 10 Kinder: Julia Isabel Herrera Dorión de Robles, Carlos Herrera Dorión, Roberto Herrera Dorión, Margarita Herrera Dorión de Minondo, Sara Herrera Dorión de Arroyo, Elena Herrera Dorión, Lucrecia Herrera Dorión de Dueñas, Rafael Herrera Dorión, Luisa Herrera Dorión de Clark und Arturo Herrera Dorión. Aus zweiter Ehe mit Jesús Llerandi stammen Rodolfo und María Marta Herrera Llerandi.
Manuel María Herrera erwarb am 20. August 1849 die Finca Pantaleón, in Escuintla (Guatemala). 1883 starb Manuel María Herrera und Carlos Herrera y Luna übernahm die Leitung des Ingenio Pantaleón und erwarb das Ingenio El Baúl.
Herrera y Luna investierte in Landeigentum, Ernten und den Landmaschinenpark. Das Unternehmen heißt heute Pantaléon Sugar Holdings Company Limited und ist die produktionstärkste Zuckerfabrik in Zentralamerika, eine der 10 produktionsstärkste Zuckerfabriken in Amerika mit Mühlen in Lateinamerika.
Herrera war unter Manuel José Estrada Cabrera Entwicklungsminister und Abgeordneter, nahm an der Revolution gegen Estrada teil.

## Revolution
Die Revolution brachte ein neues politisches Klima, eine gewisse Offenheit erlaubte die politische Organisation von sozialen Sektoren, welchen vorher die politische Beteiligung verwehrt war.
Die Partido Unionista wurde am 25. Dezember 1919 gegründet. Carlos Herrera y Luna war Mitglied der Partido Liberal.
Herrera war der Präsidentschaftskandidat eines Bündnisses aus liberalen Dissidenten und der Partido Unionista.
Im April 1920 wurde der „Club Unionista“, „Libertad del Indio“ in Alta Vera Paz gegründet. Dieser wandte sich an das Parlament um den Missbrauch, welcher von Gouverneur Jorge Ubico Castañeda gegen die indigene Bevölkerung getrieben wurde anzuklagen. Neben Anderem forderten sie von den Abgeordneten ein freies Arbeitsregime, da die Indigenas durch Arbeitsverträge nach dem Gesetz 243 vom 27. März 1894, unterdrückt wurden.
Im September 1920 wandte sich der deutschstämmige Latifundist Erwin Paul Dieseldorf an den Regierungsminister, Adalberto Saravia, und behauptete, der Vorsitzende des Club Unionista der Indigenas von Carchá, José Ángel Jcó, hätte in diesem Club die Mehrheit der Indigenas mit bolschewistischen Forderungen, wie, das Land der Fincas an die Indigenas zu verteilen und die Löhne zu erhöhen, vereint und deshalb seien die Knechte in Senahú nun im Streik.
Die einzige Weise, wie die Situation verbessert werden kann, besteht darin, dass José Ángel Jcó das Departement für immer verlässt, schrieb Dieseldorf in seinem Brief und fügte hinzu, dass in vielen Gegenden die Indigenas eigene Grundstücke besäßen und für sich entschieden hätten, sich auf diese zurückzuziehen und als Faulenzer zu leben, deshalb ist es notwendig, für diese Indios, welche nur noch produzierten, was sie zum Leben brauchten aber keinen Beitrag zur wirtschaftlichen Bilanz des Landes leisten, eine Belastung zu verfügen. Nach meinem Urteil, führt Dieseldorf weiter aus, ist es ein Fehler einem Indio so viel Macht zu gegen, wie sie Jco gegeben wurde.
Im Oktober 1920, wandte sich jener José Ángel Jcó an Herrera, um mitzuteilen, dass er von einigen Hellhäutigen verprügelt und ins Gefängnis von Cobán gebracht wurde. Dies alles aus Missgunst, da unser Club ziemlich stark sei.
Im Ersten Weltkrieg waren Güter von Deutschstämmigen beschlagnahmt worden.
Die Empresa Eléctrica de Guatemala (EEG) vervollständigte das Energiemonopol der Electric Bond & Share.
Unter Herrera wurden viele Güter wieder zurückgegeben.
Zum hundertsten Jubiläum der Unabhängigkeit wurde ein Palacio del Centenario aus Pappe errichtet der abbrannte.

## United Fruit Company
Herrera hob einen Teil der Konzessionen welche Estrada der United Fruit Company eingeräumt hatte wieder auf. Herrera wurde auf Initiative von Calvin Coolidge durch José María Orellana Pinto am 5. Dezember 1921 gestürzt und ging ins Exil nach Paris.
Das Orellana Regime kam von der Nacht vom 5. auf den 6. Dezember 1921 an die Macht, als Präsident Carlos Herrera, mit Mitgliedern, seines Kabinetts durch bewaffnete Kräfte unter dem Kommando von Jorge Ubico Castañeda, gefangen genommen wurden. Bevor sich Orellana im Februar 1922 wählen ließ, ließ er 500 Mitglieder der Partido Unionista ins Gefängnis stecken.